# نجف أباد (غرمخان)
نجف أباد (بالفارسية: نجف‌آباد) هي قرية تقع في إيران في قسم غرمخان الريفي. يقدر عدد سكانها بـ 481 نسمة .